# 王縉 (萬曆進士)
王縉（1570年—1608年），字道昭，號景凤，山西太原府永寧州寧鄉縣人，軍籍，明朝政治人物。

## 生平
萬曆二十五年（1597年）丁酉科山西鄉試第六十五名舉人，二十六年中式戊戌科會試第五十四名，三十二年（1604年）中式甲辰科三甲第六十三名進士。兵部觀政，改翰林院庶吉士，三十五年（1607年）授檢討，三十六年（1608年）卒。

## 家族
曾祖王子深；祖父王敷；父王弘化，贈禮部員外郎。母武氏。兄王紹、王綬；王編，萬曆二十年進士，山東布政司永平道右參政。子王守履，天啟二年進士。